# دانشگاه هرمزگان
دانشگاه هرمزگان یکی از دانشگاه‌های وزارت علوم، تحقیقات و فناوری است که در شهر بندرعباس مرکز استان هرمزگان قرار دارد و در کیلومتر ۹ جاده بندرعباس به میناب واقع شده‌است.
این دانشگاه شامل ۷ دانشکده و دو پردیس دانشگاهی (قشم و بندرعباس) و مجتمع آموزش عالی میناب است و در حال حاضر نزدیک به ۶۰۰۰ دانشجوی دختر و پسر در مقاطع تحصیلی مختلف (۴۰ رشته محل کارشناسی، ۷۱ رشته محل کارشناسی‌ارشد و ۳۲ رشته محل در مقطع دکترا) در آن مشغول به فعالیت است.

## تاریخچه
دانشگاه هرمزگان زیر نظر دانشگاه شیراز  راه‌اندازی ۶ رشته آموزشی در مقطع کارشناسی (مهندسی صنایع، مهندسی مکانیک، دبیری ریاضی، دبیری فیزیک، دبیری ادبیات فارسی)  با انتقال آموزشکده فنی هرمزگان (وابسته به دانشگاه شیراز) در سال ۱۳۵۱ فعالیت آموزشی خود را آغاز کرد.
دانشگاه هرمزگان به استناد مصوبه ۱۳۷۰/۰۷/۱۰ شوراي گسترش آموزش عالي و با مجوز راه اندازي ۶ رشته آموزشي در مقطع كارشناسي (مهندسي صنايع، مهندسي مكانيك، دبيري رياضي، دبيري فيزيك، دبيري ادبيات فارسي) در دهه فجر سال ۱۳۷۰ تاسيس و در سال ۱۳۷۱ فعاليت آموزشي خود را آغاز نمود.
مجموعه حوزه‌های در حال استفاده دانشگاه در زیربنایی بالغ بر ۵۵۰۰۰ مترمربع (اداری ۶۰۰۰ مترمربع، خوابگاهی ۲۰۰۰ مترمربع، آموزشی، پژوهشی و فرهنگی ۲۹۰۰۰ مترمربع) مشغول به فعالیت است.

## ساختار تشکیلاتی
طبق ساختار تشکیلاتی عملیاتی شده مصوب، دانشگاه هرمزگان دارای پنج حوزه معاونت شامل: معاونت طرح و توسعه، معاونت آموزشی و تحصیلات تکمیلی، معاونت پژوهشی و فناوری، معاونت دانشجویی و معاونت فرهنگی و اجتماعی است.

## دانشکده‌ها
- دانشکده علوم انسانی
- دانشکده مدیریت و حسابداری
- دانشکده علوم پایه
- دانشکده علوم و فنون دریایی
- دانشکده فنی و مهندسی
- دانشکده کشاورزی و منابع طبیعی

http://hormozgan.ac.ir/index.aspx?siteid=14 دانشکده مهندسی شیمی و نفت

## واحدهای زیرمجموعه
- پردیس دانشگاهی قشم
- مجتمع آموزشی عالی میناب
- پژوهشکده مطالعات مکران
- پژوهشکده جنگل‌های حرا
- مرکز مطالعات و تحقیقات هرمز(پژوهشکده هرمز)
- مرکز رشد واحدهای فناور

## روسای دانشگاه
| نام                    | آغاز          | پایان           |
| احمد خرم               | فروردین ۱۳۷۰  | مرداد ۱۳۷۱      |
| دکتر حسین زمردیان      | مرداد۱۳۷۱     | بهمن ۱۳۷۳       |
| دکتر پرویز نورپناه     | بهمن ۱۳۷۳     | اسفند ۱۳۷۶      |
| دکتر جعفر کامبوزیا     | اسفند ۱۳۷۶    | تیر ۱۳۷۹        |
| دکتر محمدرضا مباشری    | تیر ۱۳۷۹      | تیر ۱۳۸۱        |
| دکتر مهدی ایرانمنش     | تیر۱۳۸۱       | اردیبهشت ۱۳۸۵   |
| دکتر احمد نوحه‌گر       | اردیبهشت ۱۳۸۵ | تیر ۱۳۹۳        |
| دکتر علی‌اکبر شیخی فینی | تیر ۱۳۹۳      | ۲۴ آذر ۱۴۰۰     |
| دکتر محمد صادقی        | آذر ۱۴۰۰      | 20 تیر 1402     |
| دکتر مصطفی ظهیری نیا   | تیر 1402      | مشغول به فعالیت |

## سایت‌های مربوط به دانشگاه هرمزگان
- وبگاه دانشگاه هرمزگان
- سیستم جامع خوابگاهی نسیم اداره خوابگاه‌های دانشگاه هرمزگان
- شبکه خبری روابط عمومی و امور بین‌الملل دانشگاه هرمزگان[پیوند مرده]